# Stora Åkerby
Stora Åkerby är en bebyggelse söder om Gottröra i Närtuna socken i Norrtälje kommun. Från 2015 avgränsar SCB här en småort.